# François d'Agincourt
François d'Agincourt /frɑ̃'swa daʒɛ̃'kuˑʁ/ (anche d'Agincour, Dagincourt, Dagincour) (Rouen, 1683 – Rouen, 30 aprile 1759) è stato un clavicembalista, organista e compositore francese.

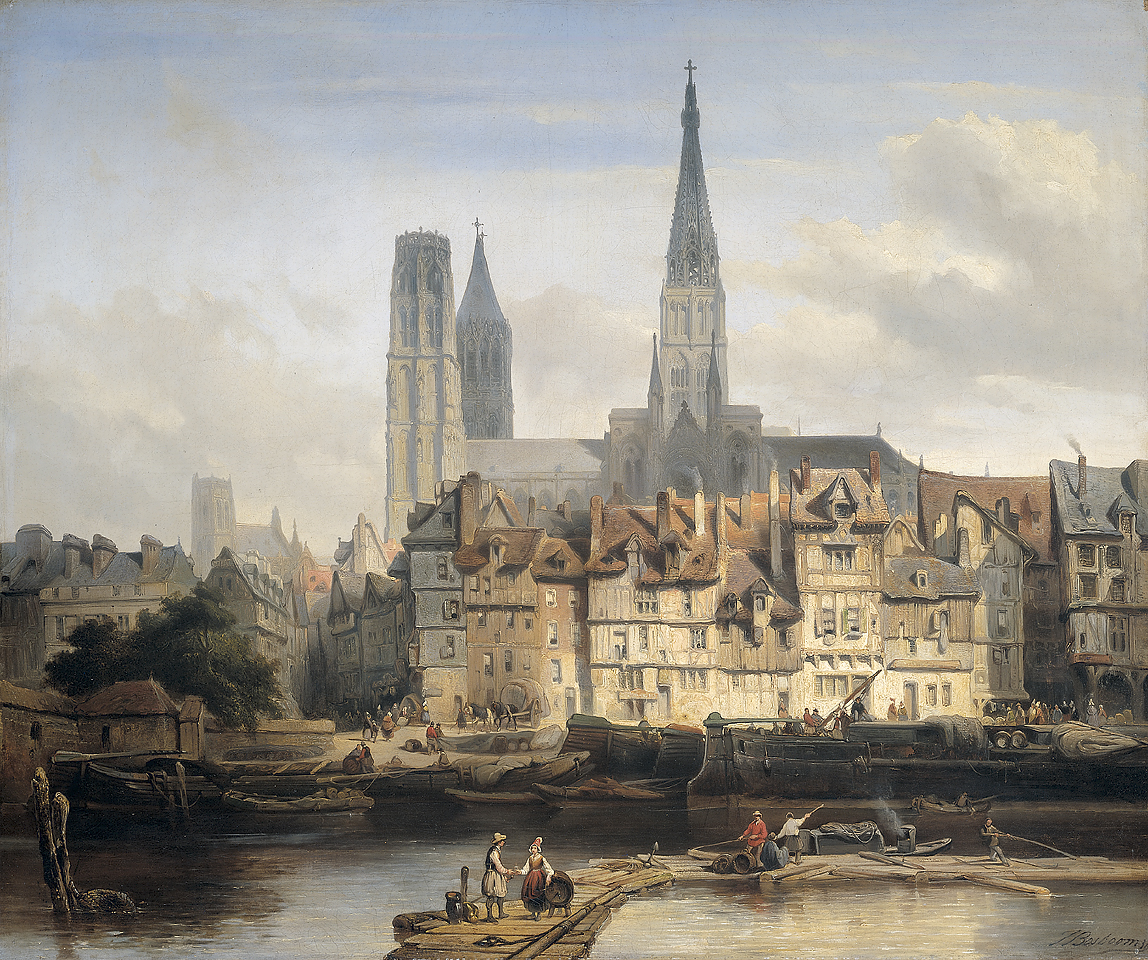
Il Quay de Paris a Rouen in un dipinto del 1839. La Cattedrale di Rouen, dove d'Agincourt lavorò per 53 anni, è visibile sullo sfondo.

D'Agincourt trascorse la maggior parte della sua vita a Rouen, sua città natale, dove lavorò come organista presso la cattedrale e altre tre piccole chiese. Molto in vista durante la sua vita, fu uno degli organisti della Chapelle royale. L'unico libro per clavicembalo di sua composizione che ci è giunto contiene pezzi ispirati a François Couperin; esiste inoltre una quarantina di pezzi per organo trasmessi attraverso copie manoscritte.

## Biografia
D'Agincourt nacque a Rouen, dove ricevette anche la prima istruzione musicale. Si trasferì quindi presto a Parigi, dove probabilmente studiò con Nicolas Lebègue. Fra il 1701 e il 1706 lavorò come organista nella chiesa di Sainte-Madeleine-en-la-Cité a Parigi, e nel 1706 fece ritorno a Rouen dove divenne organista della cattedrale, succedendo a Jacques Boyvin. Mantenne il posto fino alla morte avvenuta 52 anni dopo. In seguito ottenne incarichi anche presso la chiesa di Saint-Herbland e la Chiesa abbaziale di Saint-Ouen (mantenne anche questi impieghi fino alla morte) e ancora presso la chiesa di Saint-Jean, sempre a Rouen. Nel 1714 era sufficientemente conosciuto e stimato da diventare uno dei quattro organisti della Chapelle royale (fu preferito al più giovane Louis-Claude Daquin, che riceverà poi in seguito a sua volta la nomina). Jacques Duphly studiò con lui fra il 1730 e il 1731, ma le sue opere che ci sono giunte non mostrano un'influenza significativa dello stile del maestro.
D'Agincourt pubblicò una sola raccolta di suoi pezzi, il Premier livre de clavecin (Parigi, 1733). Contiene 43 pezzi per clavicembalo, di chiara influenza di François Couperin. I pezzi sono infatti organizzati in ordre, con un sapiente uso di abbellimenti e molti sono pezzi di carattere: scene di genere, ritratti (a volte doppi ritratti), ecc. La musica per organo di d'Agincourt, sopravvissuta attraverso copie manoscritte, comprende 46 pezzi liturgici. Sono più innovativi rispetto a quelli di Couperin, con un frequente uso di stile galante. I pezzi sono organizzati, secondo l'uso francese, seguendo i modi ecclesiastici, ma l'autore, per ragioni sconosciute, omette del tutto il terzo modo. Le suite nei primi tre modi (cioè il primo, il secondo e il quarto) sono meno sviluppate rispetto alle altre. Oltre ai pezzi per tastiera, sono note tre arie per solo e basso continuo, pubblicate nell'antologia Recueil d'airs sérieux et à boire nel 1713 e nel 1716.
Un ritratto di Barthélemy-Jean-Claude Pupil è spesso erroneamente considerato un ritratto di d'Agincourt.

## Opere
Le sue opere comprendono:
- una raccolta di Pièces de clavecin pubblicata a Parigi nel 1733, che testimonia la sua ammirazione per Couperin (morto quello stesso anno): come quest'ultimo, chiama ordre le quattro suite e privilegia i ritratti e i pezzi di carattere in luogo delle tradizionali danze; tuttavia, il suo stile è meno melanconico, più esteriore.
- un libro di 46 pezzi per organo (ordinati per "modi" in 6 suite), rimasto manoscritto, copiato da padre Alexandre Guy Pingré e conservato nella Bibliothèque de Sainte-Geneviève.
- due libri di arie con basso continuo.

### Pièces de Clavecin (1733)
- Premier ordre en ré mineur
  - Allemande La Sincopée
  - Allemande La Couronne
  - Courante
  - Sarabande La Magnifique
  - Le Pattelin, rondeau
  - Gigue La Bléville
  - La Sensible, rondeau
  - Les Dances Provençales
  - La Caressante
  - La Sautillante
  - Menuet
  - Double du menuet précédent
  - Autre menuet

- Second ordre en fa majeur
  - La Pigou
  - Le Colin Mailliard, rondeau
  - La Pressante Angélique
  - Le Précieux, rondeau
  - Les deux Cousines
  - Menuet
  - Chaconne La Sonning

- Troisième ordre en ré majeur
  - L'Ingénieuse
  - La Villerey ou les deux Sœurs
  - L'Agréable, rondeau
  - La Fauvette
  - La Misterieuse
  - Le Val Joyeux, vaudeville
  - Le Moulin à vent
  - La Minerve, rondeau
  - L'Etourdie, rondeau
  - Le presque rien, rondeau
  - La Courtisane, gavotte

- Quatrième ordre en mi mineur
  - Allemande La Couperin
  - Les Violettes fleuries, rondeau
  - La Tendre Lisette, rondeau
  - L'Empressée
  - La Janneton, rondeau
  - La Princesse de Conti, rondeau
  - L'Harmonieuse, rondeau
  - Les Tourtelles, rondeau
  - La Badine, rondeau
  - La D'houdemare
  - La Moderne
  - Menuet

## Ascolto di un'opera
Suite du 2e ton, all'organo Parisot di Notre-Dame de Guibray, Falaise (Calvados).
- Plein jeu (MP3), su guibray.org.
- Récit de nasard (MP3), su guibray.org.
- Duo (MP3), su guibray.org.
- Concert de flûtes (MP3), su guibray.org.
- Trio (MP3), su guibray.org.
- Grand jeu (MP3), su guibray.org.

## Discografia
- Hervé Niquet e altri, François d'Agincour: Pièces d'Orgue. Glossa 921701, 2000
- Hervé Niquet e altri, François d'Agincour: Pièces de clavecin. Glossa 921702, 2001
- Rebecca Pechefsky, D'Agincour: Complete Works for Harpsichord, Vol. 1. Quill Classics QC1002, 2003
- Rebecca Pechefsky, D'Agincour: Complete Works for Harpsichord, Vol. 2. Quill Classics QC1004, 2005
- Jean-Patrice Brosse, Pièces d'Orgue in Messe de l'Assomption. Verany